# Schloss Heuckewalde
Das Schloss Heuckewalde, das aus einer Wasserburg hervorgegangen ist, befindet sich im Ortsteil Heuckewalde der Gemeinde Gutenborn im Burgenlandkreis in Sachsen-Anhalt.
Die ursprüngliche Wasserburg wurde vermutlich um 1156, kurz nach der ersten Erwähnung des Ortes im Besitz des Klosters Posa in Zeitz 1152, beginnend mit dem Bergfried als eine kastellartige Burganlage erbaut. Der im 12. Jahrhundert fertiggestellte Wehrturm mit seinem später ergänzten Aufsatz (insgesamt 42 Meter hoch) belegt den früheren Befestigungscharakter des Schlosses als von Sümpfen und Wasser umgebene Wasserburg.
Erstmals wird die Burg 1318 urkundlich bei einem Vergleich um den Besitz von Heuckewalde zwischen dem Landgrafen Friedrich I. (Friedrich der Gebissene) und dem Bischof Heinrich von Naumburg-Zeitz erwähnt.
Nachdem die Naumburger Bischöfe im 14. Jahrhundert das Schloss als Jagd- und Lustschloss genutzt hatten, wurde es verkauft, als Wohnanlage genutzt und Anfang des 18. Jahrhunderts durch die Besitzer Bernhard von Pflugk und dessen Sohn Georg zum bestehenden Wohnschloss umgebaut. Als Schloss wurde die Anlage hingegen bereits mindestens seit 1650 bezeichnet.
1945 wurde durch die Enteignung der letzten Eigentümer, der Familie von Herzenberg, die Gemeinde zum Rechtsträger und nutzte das Schloss als Schule, Kindergarten, Kinderkrippe, Schulküche, Gemeindeamt und als Wohnanlage. Nach der Wende (1990) und dem Auszug der vorangegangenen Nutzer stand das Schloss leer und begann zu verfallen. 2003 wurde der Förderverein „Schloss Heuckewalde“ e. V. zur Erhaltung und Nutzung des Schlosses gegründet. Seit Februar 2011 ist das Schloss wieder in Privatbesitz.
Von der Idee, den seit langer Zeit zugeschütteten Wassergraben rund um die frühere Wasserburg wieder freizulegen, wurde Abstand genommen.